# Малахай

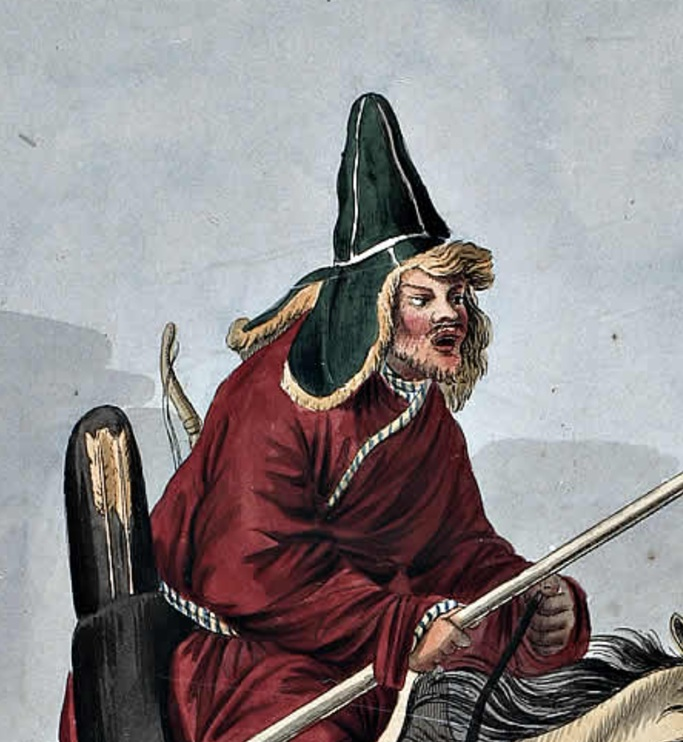
Казах в малахае. Фрагмент рисунка начала XIX века

Малаха́й (костромск. малахайка, также малакай, каз. Малақай) — исторический мужской головной убор в Центральной Азии, коническая меховая шапка с большими лопястями-наушами. Термин обычно применяется исследователями к казахским шапкам-треухам с высокой тульёй, шапки с низкой тульёй описываются казахскими учёными термином «тымак». Обычно использовалась зимой для защиты от холода, хотя Л. А. Бобров считает, что малахай также играл роль мягкого шлема в летнее время. В толковом словаре Даля словом «малахай» описывается вообще «большая, ушастая» шапка (ср. треух, ушанка).
Типичный малахай имеет четыре лопасти: две прикрывают уши, одна — затылок и шею, ещё одна образует подобие козырька. Тулья образуется из нескольких, обычно четырёх, клиньев кожи, с племенными вариациями (представители казахского рода уак носили малахай из восьми клиньев, кереи — из трёх, найманы — из шести).
Сохранившиеся изображения малахаев сделаны в XVIII—XIX веках русскими и китайскими художниками (и, в конце XIX века, фотографами). До наших дней дошли лишь немногие сохранившиеся экземпляры.

## Этимология
Этимология слова в русском языке спорна. Хотя все исследователи выводят слово из монг. малгай, «шапка», они расходятся по вопросу о путях проникновения слова в русский язык. Широкое распространение слова в тюркских языках заставляет часть учёных предположить заимствование через тюркские языки; другая часть исследователей считает, что заимствование произошло в Юго-Восточной Сибири от носителей маньчжурских и монгольских языков, а в тюркские языки слово вошло, наоборот, через русский.

## В России
Малахай появился у русских в середине XVIII века, он был заимствован от башкир и калмыков, к середине XIX века он распространился по всей европейской части России и в Сибири. Для подбивки для малахая использовались овчина, мех бобра, лисицы, барсука, волка и телячья или оленья шерсть. Верх был суконный и вельветовый, как правило был четырехугольный, реже остроконечный. верхом из сукна и с четырьмя клапанами. Как правило, малахай надевали в дорогу, в Сибири он стал характерным головным убором ямщиков. Малахай обладал четырьмя клапанами, передний (как правило, невысокий и прямоугольный) обычно был загнут вверх и опускался на лоб только во время сильных морозов или пурги. Боковые клапаны, «уши», как и в современных ушанках, завязывались тесёмками или кожаными ремешками либо на верху, либо под подбородком. В отличие от треуха, малахай обладал широкой и длинной, доходящей до плеч, лопастью сзади. Среди старообрядцев ношение малахаев и треухов было запрещено, поскольку они напоминали рога.
Малахаи (баш. ҡолаҡсын) были известны и среди башкир, в особенности среди южных и восточных башкир.